# Castrelos (Zamora)
Castrelos  es una localidad española del municipio de Hermisende, en la provincia de Zamora y la comunidad autónoma de Castilla y León.

## Geografía
Se encuentra situado al noroeste de la provincia de Zamora, próximo a la provincia gallega de Orense y a la frontera con Portugal, a la altura de la región histórica de Trás-os-Montes. Pertenece a la denominada Alta Sanabria, una subcomarca de la comarca histórica y tradicional de Sanabria. Las localidades de Castromil,  Hermisende, San Ciprián y La Tejera, junto con Castrelos, conforman el término municipal de  Hermisende.
Su ubicación geográfica, entre Zamora, Portugal y Galicia, ha generado aquí un habla cuya procedencia genera dudas a los propios habitantes del municipio y sorpresa a los visitantes que observan su notable singularidad, con claras influencias gallegas y portuguesas. Algunos estudiosos han tratado de encuadrar esta habla con la de otros pueblos de las mismas características geográficas, especialmente de la Alta Sanabria.

## Historia
Durante la Edad Media Castrelos quedó integrado en el Reino de León, cuyos monarcas habrían acometido la repoblación de la localidad dentro del proceso repoblador llevado a cabo en Sanabria. Tras la independencia de Portugal del reino leonés en 1143 Castrelos habría sufrido por su situación geográfica los conflictos entre los reinos leonés y portugués por el control de la frontera, quedando estabilizada la situación a inicios del siglo XIII.
Posteriormente, en la Edad Moderna, Castrelos fue una de las localidades que se integraron en la provincia de las Tierras del Conde de Benavente y dentro de esta en la receptoría de Sanabria. No obstante, al reestructurarse las provincias y crearse las actuales en 1833, la localidad pasó a formar parte de la provincia de Zamora, dentro de la Región Leonesa, quedando integrado en 1834 en el partido judicial de Puebla de Sanabria.
Finalmente, en torno a 1850, el antiguo municipio de Castrelos se integró en el de Hermisende.
Montes Vecinales de Castrelos
El 3 de marzo de 2015, mediante Resolución Administrativa del Jurado Provincial de Montes Vecinales en Mano Común de Zamora, en cumplimiento de la Sentencia dictada el 19 de septiembre de 2014 por la Sala de lo Contencioso Administrativo del Tribunal Superior de Justicia de Castilla y León, se califican como montes vecinales en mano común de Castrelos los montes “Romadeira”, “Mouromorto”, “Carballiño” y “2/5 partes de la “Sierra Gamoneda”.
La calificación se produce al amparo de lo establecido en la Ley 55/1980, de 11 de noviembre, de [[Montes Vecinales en Mano Común (BOE de 21/11/1980) [y supone que su titularidad y aprovechamiento corresponden, en exclusiva, a la comunidad vecinal de Castrelos quien los gestiona a través de una Junta Vecinal.
Estos montes han venido siendo aprovechados por los vecinos de la localidad de Castrelos desde tiempo inmemorial para pastos de ganados, recogida de leñas, caza, materiales de construcción (piedra, pizarra y madera básicamente), etc., constituyendo el pilar fundamental de su supervivencia y desarrollo.
Los primeros datos históricos objetivos aparecen en un documento denominado “Apeo”, suscrito entre los vecinos de Castrelos y el Conde de Benavente, D. Antonio Francisco José Alfonso Pimentel, con fecha 26 de noviembre de 1726, cuyo original se encuentra depositado en el Archivo Histórico de Toledo, Sección de la Nobleza [[Sección Nobleza del Archivo Histórico Nacional]].
En dicho documento se establece el acuerdo para el aprovechamiento de los montes propiedad del Condado de Benavente a cambio del pago de una renta anual, según el literal siguiente:   “Don Francisco López de Somoza, Defensor de la Hacienda del Excelentísimo señor Conde de Benavente mí señor. Ante vuestra merced como juez de Comisión que está entendiendo en los apeos, reconocimientos de foros, amarramientos de términos y más rentas y pagos  correspondientes a S.E. en este partido  de la Puebla de Sanabria, en la mejor forma del derecho parezco y digo, que en el lugar presente de Castrelos se le han pagado, pagan y deben pagar en cada un año a S.E. y a su Casa y mayorazgo por Concejo a monte cerrado dos cargas y cinco heminas de Centeno, seco, limpio y de buena calidad, con más seis perdices y doscientos maravedís en dinero puesto todo ello en la Panera que S.E. tiene en el lugar de Lubián por su cuenta y riesgo, y en la Villa referida de la Puebla en poder de el Mayordomo que es o fuese por el día de Nuestra Señora de Septiembre y San Martín de Noviembre de cada un año, de foro perpetuo”.
Posteriormente, a mediado del siglo XIX, en aplicación de la Leyes Desamortizadoras, “Desamortización española”, estos montes fueron inscritos en el Registro de la Propiedad de Puebla de Sanabria a favor del “Común de Vecinos del Pueblo de Castrelos” con fecha 12 de julio de 1867.
Actualmente, desde el año 2000, el valor económico de estos montes se ha incrementado notablemente al destinarse las zonas más elevadas a la producción de energía eléctrica mediante aerogeneradores eólicos, proporcionando una importante renta económica a la Junta Vecinal de Castrelos.

## El habla
Uno de los aspectos más llamativos de este municipio es la singularidad de su habla, surgida como consecuencia de factores históricos y socioculturales derivados de su posición fronteriza con Galicia y Portugal, y que actualmente muestra claras evidencias de una notable influencia recibida de la lengua gallega y portuguesa. Esta ubicación geográfica, ha generado un habla cuya procedencia genera dudas a los propios habitantes del municipio y sorpresa a los visitantes que observan su notable singularidad, con claras influencias gallegas y portuguesas, constituyendo así, toda esa zona, una compleja región de cruce de rasgos gallego-portugueses y leoneses. Algunos estudiosos han tratado de encuadrar el habla de esta localidad en uno u otro idioma, especialmente en el gallego, pero cuenta con características lingüísticas propias, generadas a lo largo de los siglos por su condición de territorio de frontera.
La peculiaridad del habla de Hermisende y sus anejos (Castrelos, La Tejera, San Ciprián, y Castromil) ha llevado a algunos lingüistas a encasillarlo en alguna de las formas de dialecto posibles, sin que exista en la actualidad una unidad doctrinal.
La formación de este habla se remonta a la Edad Media, y tiene su origen en el carácter fronterizo de su territorio, en constante disputa entre los reinos de León y Portugal, situación que provocó un continuo desplazamiento de la línea de frontera y que, en más de una ocasión, situó a este territorio como tierra de nadie. También hubo múltiples intentos por alcanzar una delimitación oficial y definitiva, como la acaecida durante el reinado de Alfonso IV de Portugal (1325-57), con el nombramiento de comisiones para la delimitación fronteriza hispano-lusa.
Con posterioridad, y básicamente consecuencia de las interrelaciones de las localidades de este municipio con sus poblaciones vecinas, tanto españolas como portuguesas, se fue conformando una situación lingüística particular que ha perdurado hasta nuestros días. En este sentido, Clarinda da Azevedo Maia dice que “las variedades dialectales relacionadas unas con otras sin casi inexistentes puntos de transición, constituían un verdadero continuum dialectal, constituyendo así, toda esa zona, una compleja región de cruce de rasgos gallego-portugueses y leoneses”.